# Mironia crassicuspis
Mironia crassicuspis är en bladmossart som beskrevs av Richard Henry Zander 1993. Mironia crassicuspis ingår i släktet Mironia och familjen Pottiaceae. Inga underarter finns listade i Catalogue of Life.